# راي كلارك
راي كلارك (بالإنجليزية: Ray Clarke)‏ (25 سبتمبر 1952 المملكة المتحدة - ) هو لاعب كرة قدم بريطاني يلعب كمهاجم.